# Макс Назаров
Макс Наза́ров (наст. имя — Наза́р Русла́нович Диордица (укр. Назар Русланович Діордіца; род. 11 сентября 1990 года, Первомайск, Николаевская область, Николаев, УССР, СССР)) — украинский радио- и телеведущий. Топ-ведущий на телеканале «НАШ» (до 2022 года). Входит в топ-50 блогеров Украины (10 место), по версии читателей сайта «Фокус».

## Биография
Родился в городе Первомайск Николаевской области. С 1999 года жил и учился в Москве, в 2005 вернулся в Украину. В 2012 году окончил Киевскую Академию труда и социальных отношений Федерации профсоюзов Украины (АТИСО) по специальности правоведение.

### Карьера на радио и ТВ
Карьеру на телевидении начал в 2008 году на региональном телеканале Олта. В 2009—2013 гг. работал программным директором и ведущим на первомайском телеканале и радиостанции «Твій Всесвіт».
С 2013 года переехал в Киев и стал ведущим на радио Europa Plus.
С 2015 по 2018 года работал в эфире радио NRJ.
Также в 2015 году начал работать ведущим утреннего шоу на телеканале NewsOne.
В апреле 2018 ушёл на телеканал «НАШ». На «НАШем» вёл вечернее ежедневное ток-шоу «Важливе» с соведущей Ангелиной Пичик. С декабря 2019 ведущий в прайм-тайме программы «Максимум» с Максимом Назаровым, где брал интервью в украинских топ-политиков. Также ввёл рейтинговое еженедельное ток-шоу «Пятница. Вечер» и субъективные итоги «Просто Назаров».
За время работы в эфире имел конфликты с несколькими украинскими политиками.
В 2021 году на пресс-конференции президента Украины Владимира Зеленского задал вопрос, после которого президент показал переписку с подозреваемой в убийстве журналиста Павла Шеремета.
После закрытия телеканала «НАШ» и начала полномасштабной войны России против Украины создал YouTube-проект «Да, это так» с соведущей Ярославой Масловой.
Летом 2022 года Назаров с командой сняли фильм о жизни Харькова во время полномасштабного наступления России. Макс с военными, мэром Игорем Тереховым, главой ВГА Олегом Синегубовым показали все ужасы российского вторжения. Кадры разбомбленной Салтовки и центра города, общение с пострадавшими гражданскими, героями врачами и волонтерами вывели фильм в тренды украинского YouTube.

### Фильмы и сериалы
В 2019 году Макс Назаров сыграл телеведущего в сериале «Солёная карамель» с Марией Машковой в главной роли.
Также в 2019 снимался в сериале «Слуга народа», где в трьетем финальном сезоне в роли ведущего рассказывал с экранов об успехах правления Василия Голобородько (Владимира Зеленского).

## Уголовные дела
18 января 2025 года представители СБУ, провела обыски у экс-ведущего пророссийских телеканалов, блогера Макса Назарова. Назарову сообщили о подозрении по чч. 2, 3 ст. 436−2 Уголовного кодекса Украины (оправдание, признание правомерной, отрицание вооруженной агрессии РФ против Украины).
21 января 2025 года Соломенский райсуд Киева отправил Назарова под стражу на 60 суток с альтернативой внесения залога в размере 12 миллионов гривен.19 марта суд Киева продлил содержание Назарова под стражей и уменьшил ему залог с 12 до 8,5 миллионов гривен. Содержание под стражей продлили в пределах срока досудебного расследования - только на один месяц, до 18 апреля 2025 года. 14 апреля 2025 года Макс Назаров внес залог.